# Aeroporto de Pacaraima
O Aeródromo de Pacaraima (ICAO: ZZZZ) está localizado no município brasileiro de Pacaraima, estado de Roraima.
Encontra-se dentro de área militar e seu uso é restrito.